# トリポリ駅 (レバノン)
トリポリ駅（トリポリえき、英: Tripoli railway station）は、かつてレバノン共和国の第二の都市トリポリのEl-Mina付近にあった駅（廃駅）である。
1911年に当駅が営業開始しており、当駅より単線でシリア・アラブ共和国の都市ホムスへと連絡していた。
当駅は、前世紀の1920年代、1930年代および1940年代に、タウルス急行の終点となっていた。
1945年には、当駅よりベイルート (Mar Mikael) の中央駅へと連絡していた。

## 概要
第一次世界大戦時、オスマン朝および軍事的な理由のために、トリポリ/ホムス線が損害を受けた。オスマン朝の崩壊後、レバノンおよびシリアのフランス統治時の1920年に、当駅が国営化された。レバノン独立後の1943年に、当駅はレバノン国家の資産となっている。
1975年に、現在いくつかの多目的建物が収容されている当駅が放棄されている（事実上の廃止）。同年から1991年にかけ発生したレバノン内戦時に、これらの建物はひどく損傷を受けた。旧式の多目的無蓋貨車群、1895年製造のドイツG7クラス機関車2両、および1901年と1906年製造のドイツG8クラス機関車4両が、当駅の敷地内に残存している。車両には、戦争の爪跡が見てとれる。
当駅は2011年6月に、2日間だけ訪問客に門戸を再び開いている。